# The Sky's Gone Out
The Sky's Gone Out é o terceiro álbum de estúdio da banda Bauhaus, lançado em 1982, pela gravadora Beggars Banquet Records.

## Faixas
1. "Third Uncle" (Brian Eno) – 5:14
2. "Silent Hedges" – 3:09
3. "In the Night" – 3:05
4. "Swing the Heartache" – 5:51
5. "Spirit" – 5:28
6. "The Three Shadows, Pt. 1" – 4:21
7. "The Three Shadows, Pt. 2" – 3:12
8. "The Three Shadows, Pt. 3" – 1:36
9. "All We Ever Wanted Was Everything" – 3:49
10. "Exquisite Corpse" – 6:39

## Intérpretes
- Peter Murphy — vocais
- Daniel Ash — guitarra
- David J — baixo
- Kevin Haskins — bateria